# IC 3147-1
IC 3147-1 — галактика типу S  M (спіральна змішана галактика) у сузір'ї Діва.
Цей об'єкт міститься в оригінальній редакції індексного каталогу.